# Ip (Sălaj)
Ip é uma comuna romena localizada no distrito de Sălaj, na região histórica da Crișana (parte da Transilvânia). A comuna possui uma área de 60.13 km² e sua população era de 3847 habitantes segundo o censo de 2007.